# Heine Araújo
Heine Araújo (Cuiabá, 31 de maio de 1984) é uma ex-ginasta brasileira, que competiu em provas de ginástica artística.
Heine representou a equipe brasileira que disputou os Jogos Pan-americanos de Winnipeg, em 1999, no Canadá. Neles, conquistou a medalha de bronze por equipes, atrás da equipe americana e  canadense, prata e ouro, respectivamente. No Mundial de Gante, fora 65ª colocada na classificação do individual geral. No evento, Heine tornou-se a primeira ginasta brasileira a nomear um exercício na Tabela de Elementos, da Federação Internacional de Ginástica (FIG), por apresentar um movimento inédito.